# Triboniano
Triboniano (aprox. 500-542) fue un jurista bizantino del siglo VI. Su vida es reflejada en los escritos de Procopio de Cesarea. Colaboró con el emperador bizantino Justiniano, trabajando en una ordenación y recopilación sistemática del Derecho romano vigente en su época, conocido modernamente como Corpus Iuris Civilis y compuesto de cuatro obras.

## Biografía y obra

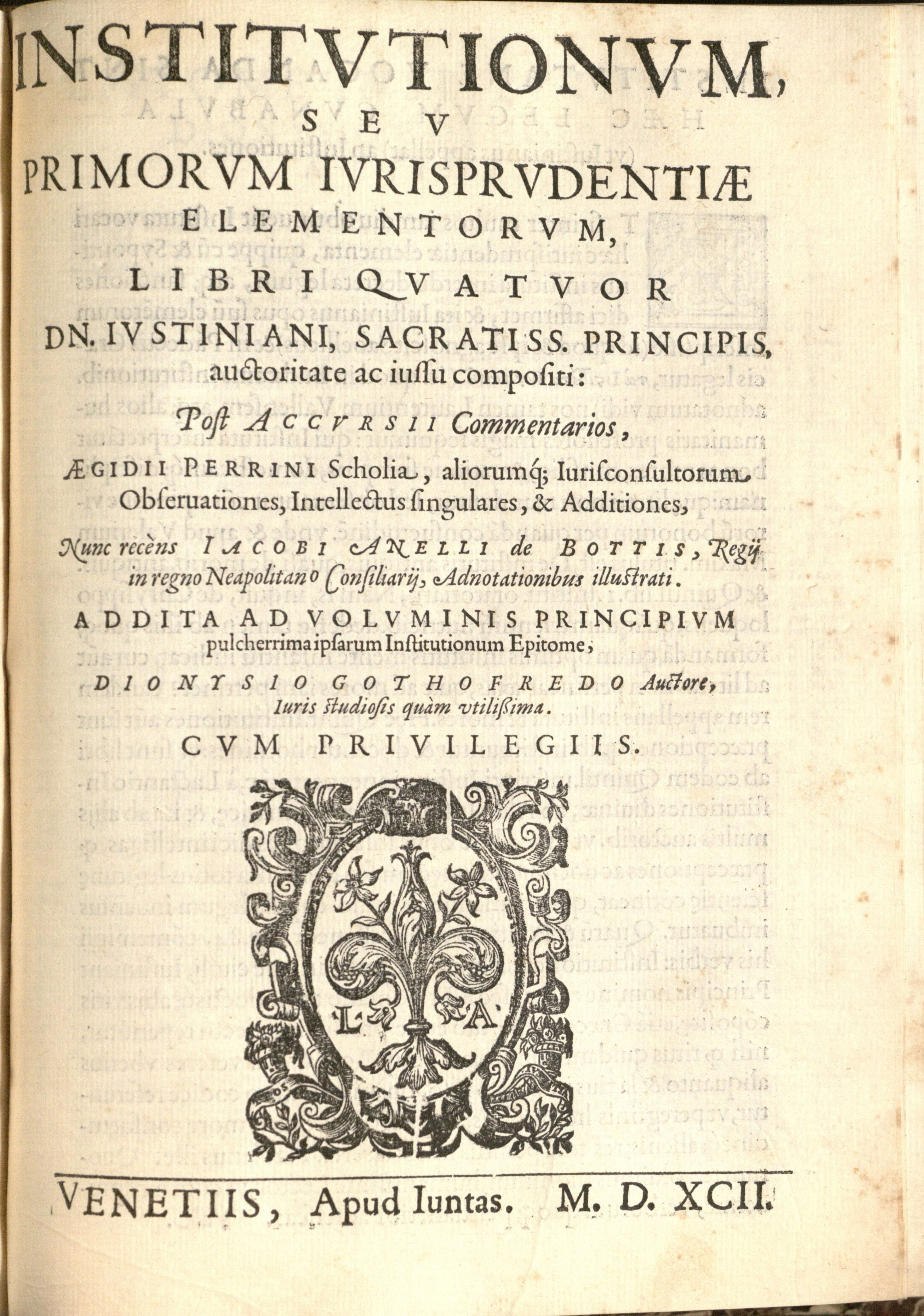
La Instituciones de Jusatiniano.

Triboniano nació en la región de Panfilia, alrededor del año 500. Esta fecha es, sin embargo, solo presunta o aproximada. Se convirtió en un abogado de gran éxito en Constantinopla. En el año 528, el emperador Justiniano lo nombró como uno de los encargados de preparar el nuevo Código del Imperio, el Código de Justiniano, que fue promulgado en el año 529. Ese mismo año fue nombrado quaestor sacri palatii y editor jefe de los comentarios al código, que eran mucho más amplios que el propio código, que contenía una recopilación de opiniones de juristas romanos clásicos en 50 libros, publicada en el año 533. Mientras se estaba terminando, los participantes en la revuelta de Niká del año 532 pidieron que fuera retirado de sus funciones ministeriales debido al descontento de parte de la población con su gestión, siendo destituido temporalmente por Justiniano hasta que la revuelta fue aplastada. Aun así continuó trabajando en las codificaciones para el emperador.
En 533 fueron promulgadas las Instituciones, una manual para estudiantes de Derecho, y al año siguiente la nueva versión del Código Justinianeo. Posteriormente Justiniano dictó una serie de nuevas leyes para reflejar las necesidades contemporáneas, llamadas las Novellae.
Fue magister officiorum de 533 a enero de 535, momento en el recuperó el cargo de quaestor hasta su muerte. Falleció en algún momento entre mayo y diciembre de 542, posiblemente a causa de la peste.
El historiador Procopio elogia, en diversos tratados, la educación y capacidades de Triboniano, pero también critica su avaricia, su venalidad y el servilismo que mostraba hacia el emperador.